# Хроустовице
Хроустовице (чеш. Chroustovice) је насељено мјесто са административним статусом варошице (чеш. městys) у округу Хрудим, у Пардубичком крају, Чешка Република.

## Становништво
Према подацима о броју становника из 2014. године насеље је имало 1.250 становника.